# Переможний маршрут
«Переможний маршрут» — радянський мультиплікаційний фільм 1939 року.

## Сюжет
Агітаційний плакат про паровоз, відомий Сталіним, який не можуть зупинити вороги. Вихваляються досягнення індустріалізації та колективізації, які проводилися в СРСР за допомогою п'ятирічок. У мультфільмі виконується пісня «Жити стало краще, жити стало веселіше Архивная копия»
Дзвінки, як птахи, одна за одною, Пісні летять над радянською країною. Весело наспів міст і полів — Жити стало краще, жити стало веселіше! Дружно країна і росте, і співає, З піснею нове щастя кує. Глянеш на сонце - і сонце світліше. Жити стало краще, жити стало веселіше! Хочеться усією неосяжною країною Сталіну крикнути «Дякую, Рідний!» Довгі роки живи, не хворій. Жити стало краще, жити стало веселіше!

## Творці
| режисери               | Дмитро Бабиченко, Леонід Амальрік, Володимир Полковников |
| сценарист              | н. Петров                                                |
| художники-постановники | П. Баженов, До. Урбетіс                                  |
| оператор               | Д. Каретний                                              |
| композитори            | Олексій Аксьонов, Костянтин Листів                       |
| звукооператор          | З. Ренський                                              |
| тексти пісень (віршів) | Олександр Жаров                                          |